# Deanston (whisky)
Deanston – destylarnia single malt whisky, znajdująca się w miejscowości Deanston, w hrabstwie Stirling, w Szkocji. Jest jedną z młodszych szkockich destylarni.

## Historia
Gorzelnia działa w budynkach starej przędzalni bawełny działającej tu w latach 1785-1960. Następnie kompleks został kupiony przez spółkę Deanston Distillery Co. Ltd. i po niezbędnych modyfikacjach i inwestycjach, w roku 1965 rozpoczęto produkcję.